# آندرئا هرتسوگ
آندرئا هرتسوگ (آلمانی: Andrea Herzog؛ زادهٔ ۹ دسامبر ۱۹۹۹) قایقران کانو اهل آلمان است.
وی در مسابقات کشوری و بین‌المللی در مجموع برندهٔ ۵ مدال طلا، ۷ مدال نقره، ۲ مدال برنز شده‌است.